# Schmiedeberg (Wernigerode)
Der Schmiedeberg im Harz ist ein 383 m ü. NHN hoher Berg bei Wernigerode im Landkreis Harz in Sachsen-Anhalt.

## Geographische Lage
Der Schmiedeberg erhebt sich im Naturpark Harz/Sachsen-Anhalt. Sein Gipfel ragt südlich des oberen Ortsteils von Hasserode aus dem Schäfergrund empor. Nordöstlich davon erstreckt sich das Nesseltal mit Ferienpark und Brockenbad.

## Tourismus
Über den Schmiedeberg führen teilweise markierte Wanderwege und die historische Grenze zwischen der früheren Grafschaft Wernigerode, dem preußischen Amt Hasserode und dem Wernigeröder Bürgerholz.